# تسول (مدينة)
تَسُول، مدينة مغربية قديمة تقع بنواحي مدينة تازة ، قد أسسها القائد البربري الزناتي موسى بن أبي العافية المجدولي التسولي لتكون عاصمة وحصنا لإماراته التي كانت تابعة للفاطميين أول تاسيس المدينة، وقد شملت هذه الإمارة في فترة ازدهارها معظم بلدان المغرب الأقصى وجزء من التراب الجزائري حاليا.  

## وصف المدينة
وَصَف مدينة تَسُولْ مجموعة من المؤرخين القدماء وعلى رأسهم البكري في كتاب المسالك والممالك، إذ قال أنها تقع بين ثلاث جبال وتحتوي على عين ماء عذبة تسمى «عين اسحاق» كما تحتوي على حمامات وأسواق.

## ظروف التأسيس السياسية والتاريخية
يقول الكاتب الإسماعيلي عارف تامر في كتابه تاريخ الإسماعيلية أن موسى بن أبي العافية المجدولي شيخ قبيلة مكناسة البربرية الزناتية الجبلية بتازة، كان يكتب إلى الإمام عبد الله المهدي عليه السلام طالبا منه القدوم لفتح المغرب الأقصى، فأرسل الإمام المهدي قائده مصالة بن حبوس المكناسي وهو ابن عم موسى، فتمكن من فتح المغرب و عقد لإبن عمه على سائره، وهكذا يتبين أن هذه المدينة أسست لتكون عاصمة وحصن يتحكم من خلاله الأئمة الفاطميون في المغرب، إذ يعزز هذا الرأي ابن خلدون في تاريخه الذي وصف المكانسة بأنهم كانوا من أكبر شيعة عبد الله بن الحسين المهدي الفاطمي.

## مصير المدينة وموقعها الحالي
بعد هزيمة آل أبي العافية من طرف اللمتونيين مؤسسي ما يعرف بدولة المرابطين، تم تدميرها بعد أن ظلت قائمة لأكثر من قرن من الزمن في مكان قرب جبل مسجد مجمع الصلاح او الصالحين يقع حاليا ضمن الدائرة الترابية لجماعة الربع الفوقي، التابع لمدينة تازة المغربية، إذ تحولت تسول إلى مجرد قبيلة بعدما كانت عاصمة كبير من عواصم المغرب.